# Stichopus chloronotus
Holothurie verte
Espèce
Statut de conservation UICN

 LC  : Préoccupation mineure
L'holothurie verte (Stichopus chloronotus) est une espèce d'holothurie de la famille des Stichopodidae.

## Description

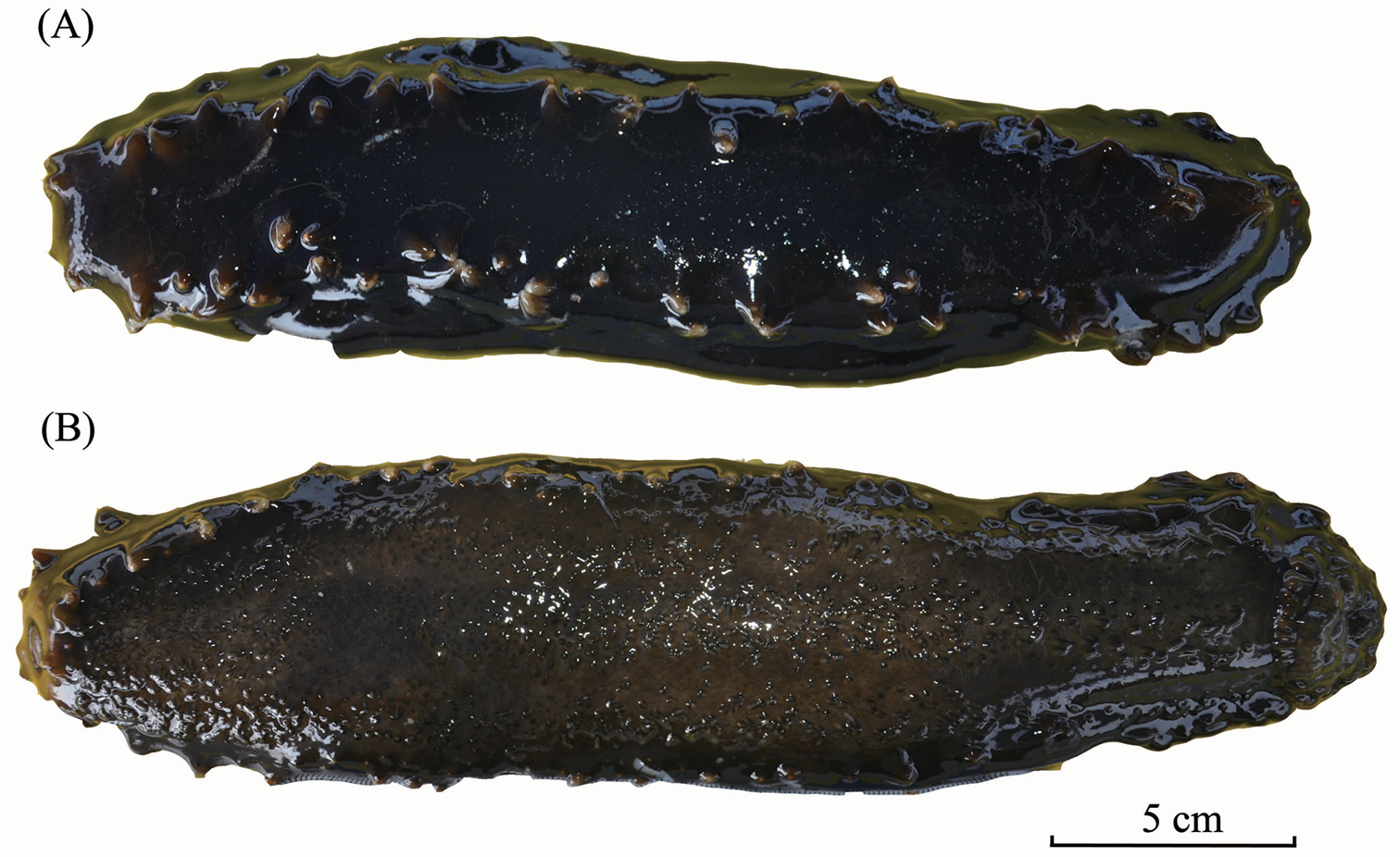
Vue dorsale et ventrale.

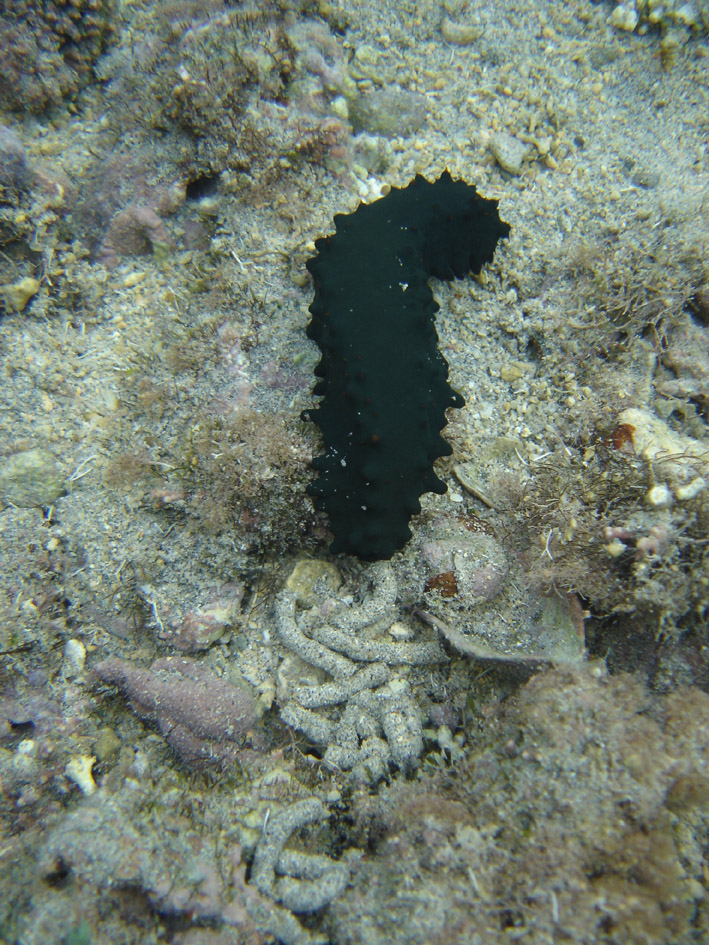

C'est une holothurie de taille moyenne (maximum 35 cm de long pour 6 cm de large), de section quadrangulaire. Les bords (qui sont en fait les radius) sont parsemés de verrucosités tubulaires grossièrement alignées et terminées par des papilles (parfois teintées d'orange). Le tégument est épais et ridé, mais d'aspect satiné ; il est de couleur vert sombre profond, parfois très sombre, mais pouvant aussi tirer sur le bleu voire le violacé. La bouche est ventrale et entourée d'une vingtaine de tentacules peltés, et l'anus est terminal. Le trivium (face ventrale) est plat, et constellé de nombreux podia puissants et grisâtres. Elle ne possède pas de tube de Cuvier.

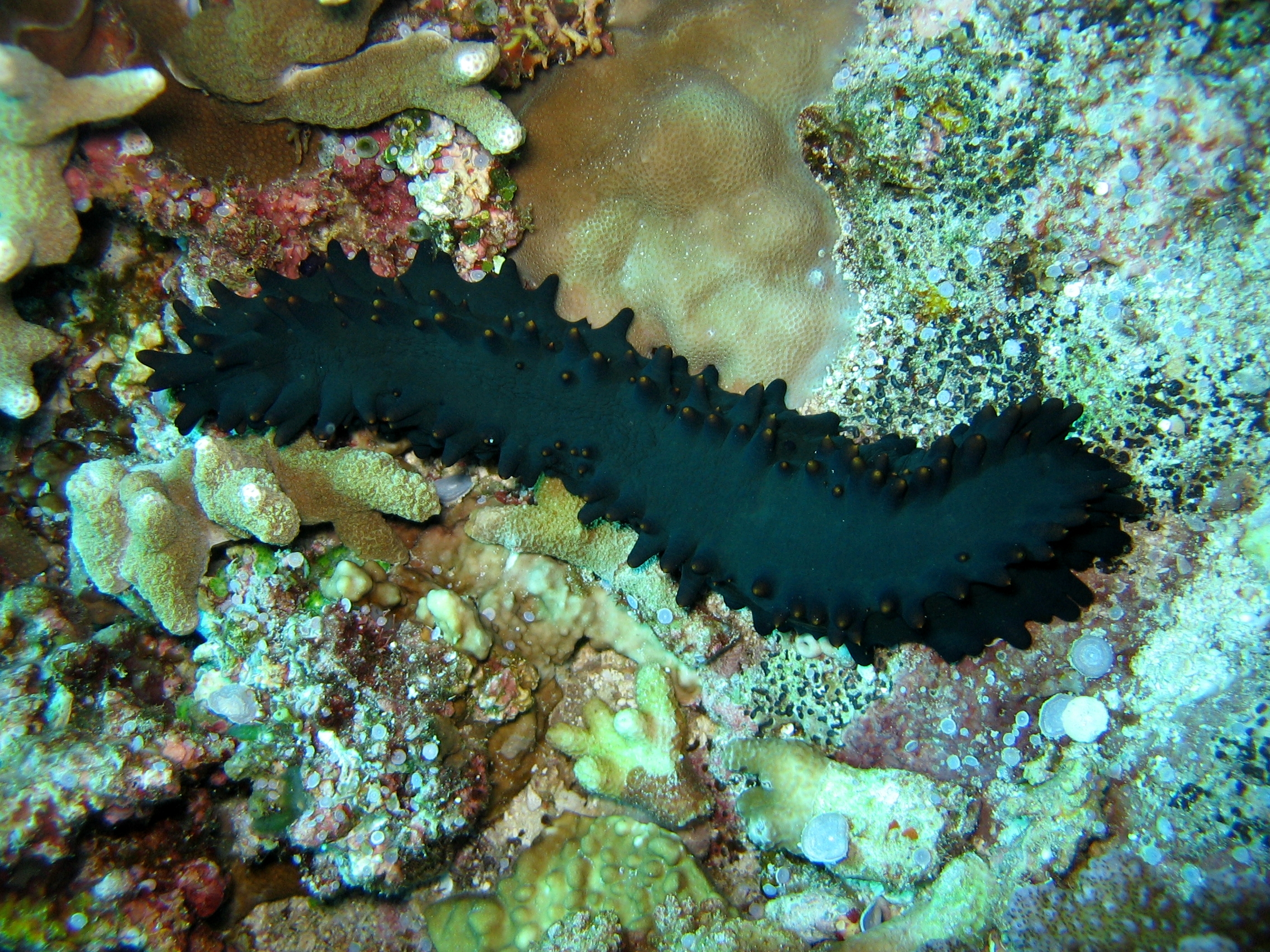
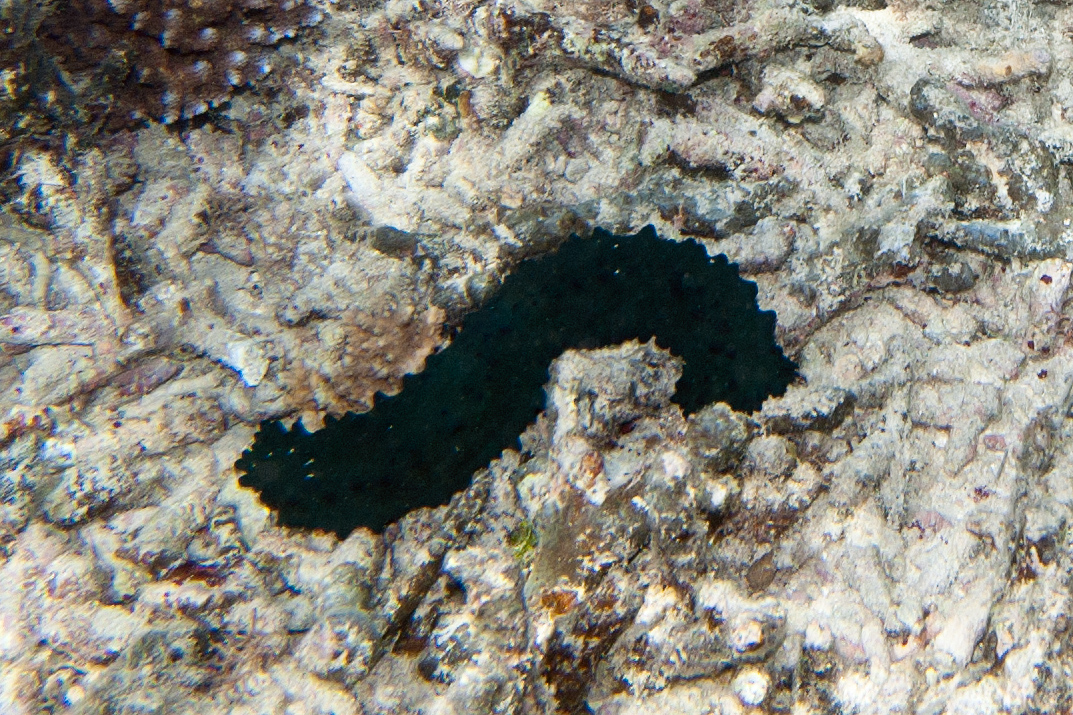
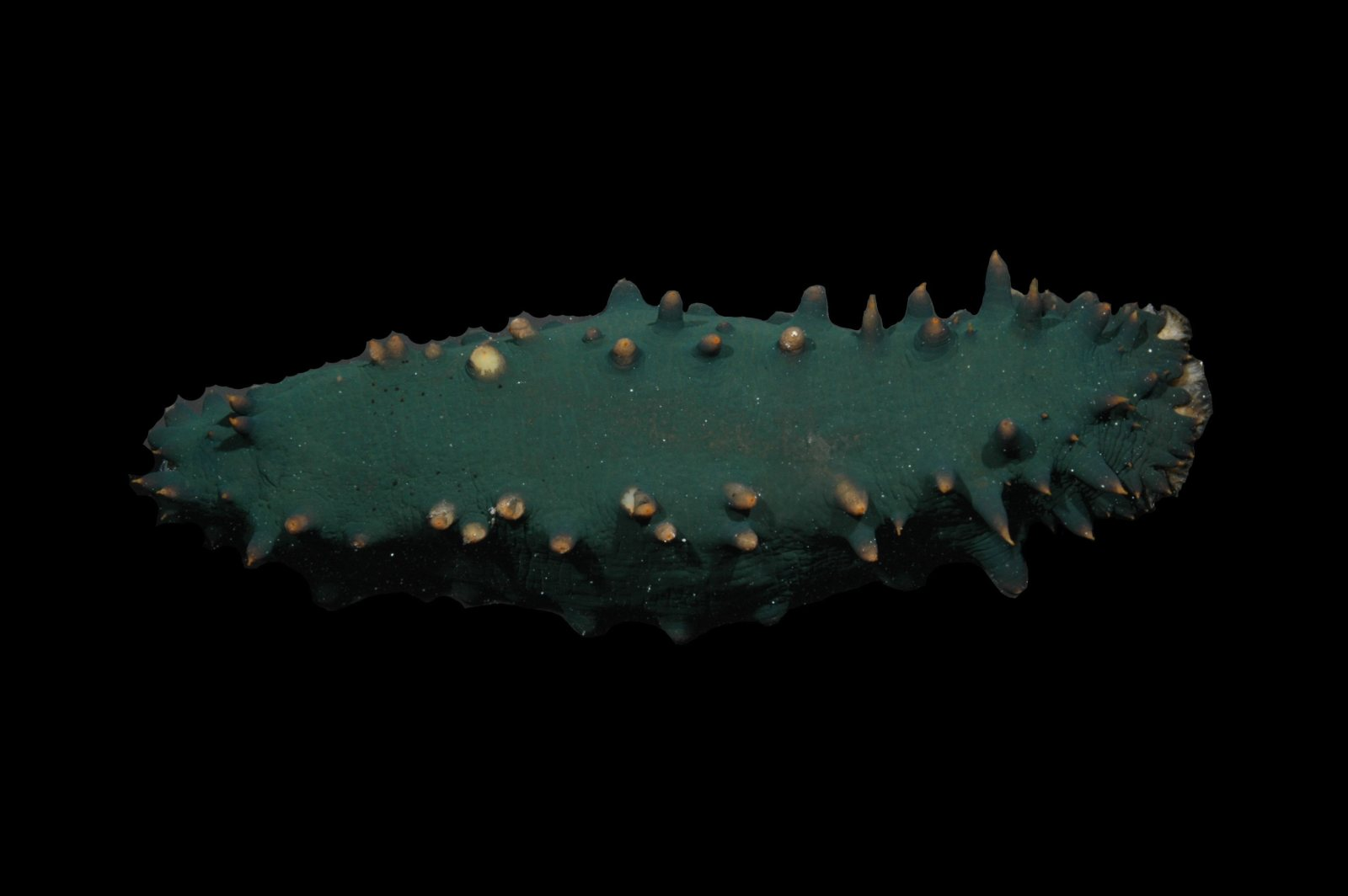
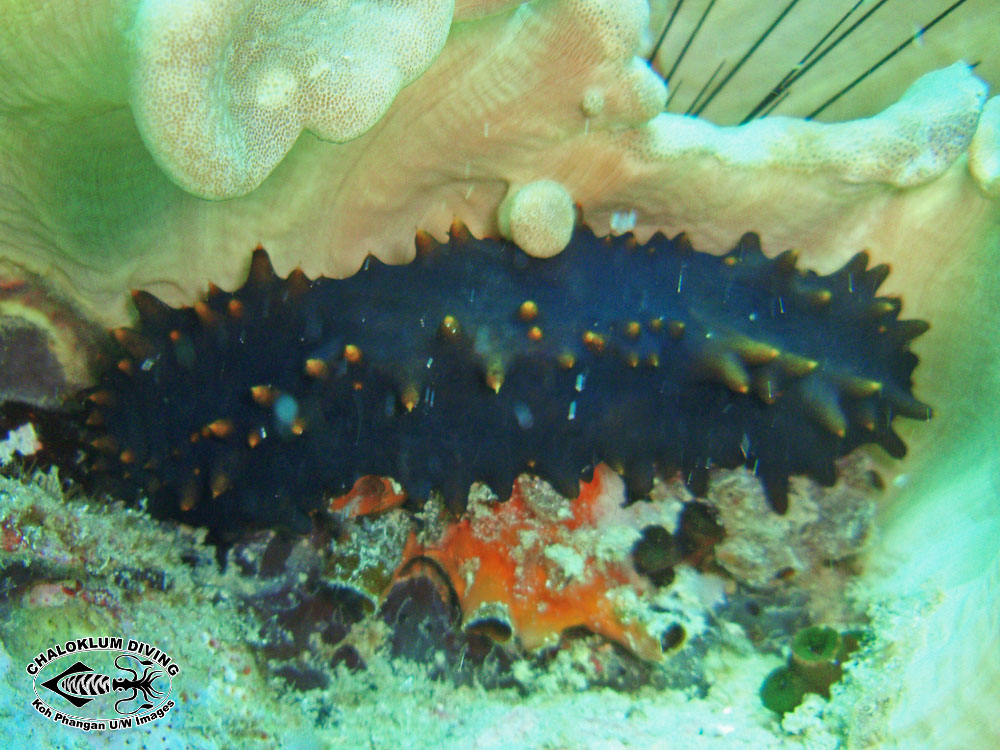
Spécimen tirant sur le bleu en Thaïlande.

## Habitat et répartition
On trouve cette holothurie dans des eaux peu profondes (0-5 m), sur des substrats durs avec une préférence pour un courant fort. 
On le rencontre principalement dans les écosystèmes coralliens de l'Indo-Pacifique, Mer Rouge comprise mais à l'exclusion du Golfe Persique. Les spécimens plus grands vivent à des profondeurs plus importantes, parfois jusqu'à 15 m de fond.

## Écologie et comportement

### Alimentation
Cette espèce se nourrit par filtration du sédiment. Elle trie et ingère le sédiment à l'aide de ses tentacules buccaux peltés qui amènent la matière organique à se bouche. La digestion est lente, et débouche sur des excréments tubulaires contenant principalement du sable. 
Cette espèce est un purificateur important, qui assure un service écosystémique de premier ordre : selon les estimations, une seule population peut ainsi recycler de 500 à 1 000 tonnes de sable par an.

### Reproduction
La reproduction est sexuée (la maturité est atteinte vers 1 an), et la fécondation a lieu en pleine eau après émission synchronisée des gamètes mâles et femelles. Les deux périodes de pontes correspondent aux saisons les plus chaudes. La larve évolue parmi le plancton pendant quelques semaines avant de se fixer pour entamer sa métamorphose.
Une reproduction par scissiparité est également observée.

### Vie associée
Plusieurs poissons du genre Carapus peuvent vivre en commensalisme avec cette holothurie, comme Carapus mourlani, Carapus homei, Carapus boraborensis. Mais elle peut aussi être parasitée par Encheliophis gracilis, Chauliolobion forcipatum, Scambicornus modestus, Nanaspis moluccana, Nanaspis tonsa ou par le gastéropode Megadenus cantharelloides, qui lui perfore le tube digestif.

## L'holothurie verte et l'homme
Cette espèce est commune, et ne semble pas menacée à l'échelle mondiale. Elle est absolument inoffensive.
L'holothurie verte est consommée dans plusieurs pays du Sud-Est asiatique, et fait l'objet d'un commerce international sous le nom de « trépang vert », mais est considérée comme de second choix, avec des prix relativement bas.